# Abel Cardoso
Abel de Vasconcelos Cardoso (Guimarães, 1877–1964) foi um pintor português. Nasceu em Guimarães, filho do pintor-retratista António Augusto da Silva Cardoso, formado na Academia Imperial de Belas Artes do Rio de Janeiro (1860).
Cursou belas-artes no Porto com Marques da Silva e Prof. Correia. Em 1896 viajou foi estudar em Paris. Admitido por concurso na École Nationale de Beaux Artes, tornou-se discípulo de Gérôme e colega de António Carneiro, também pintor português. Filho do Pintor-retratista António Augusto da Silva Cardoso (1831–1893)

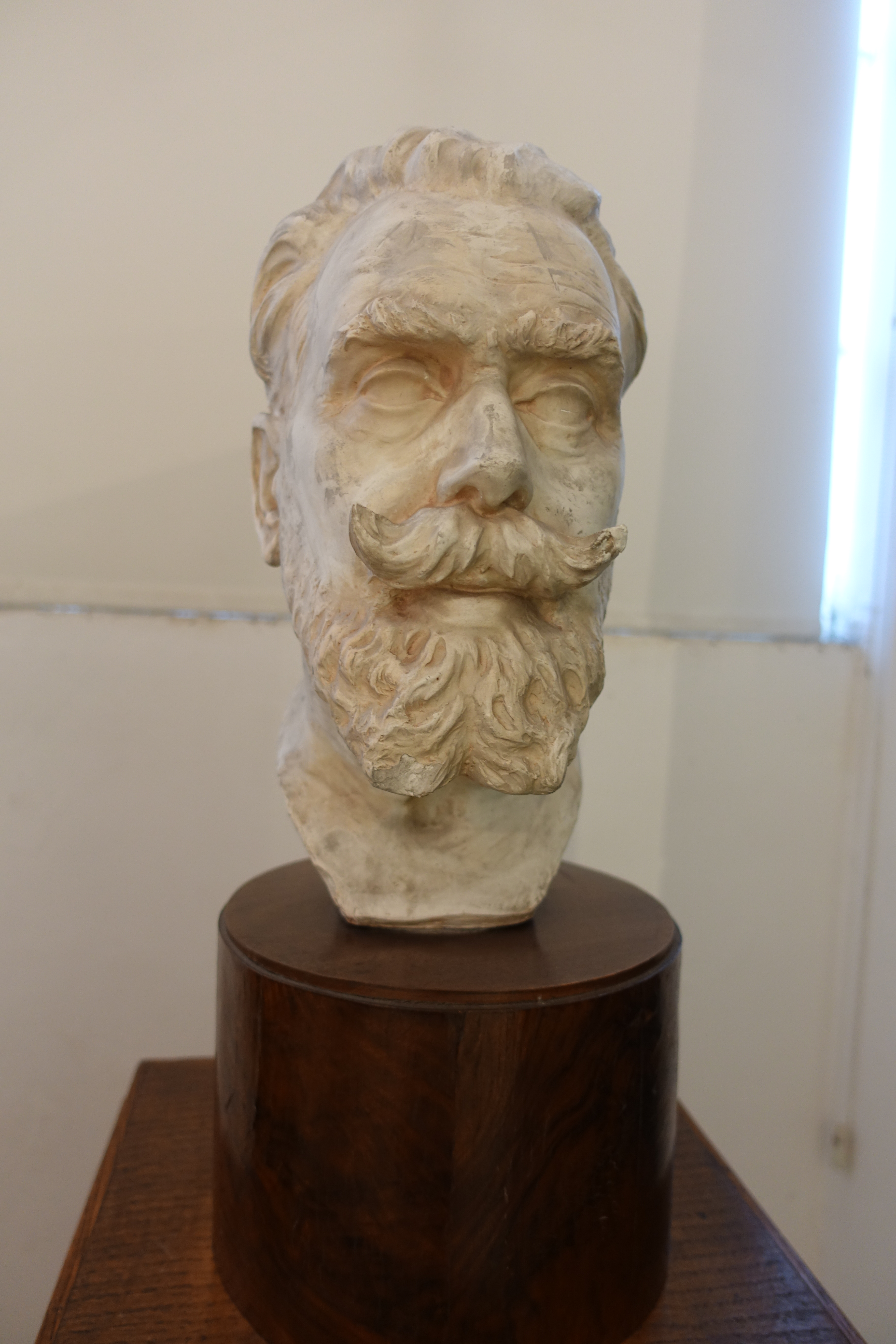
Busto de Abel Cardoso (1938)

Suas obras podem encontrar-se no Museu Alberto Sampaio, Guimarães, Museu de Arte Contemporânea (Chiado) Lisboa, Sociedade Martins Sarmento, Guimarães, Museu de José Malhoa,Caldas da Rainha, Museu Municipal de Lamego, Museu Municipal da Figueira da Foz e Museu Nacional Soares dos Reis, Palácio Nacional de Mafra e nas principais instituições de solidariedade vimaranenses (Santa Casa da Misericórdia, Real Irmandade de Nossa Senhora da Consolação e Santos Passos, Venerável Ordem Terceira de São Francisco) além de outros locais.